# 베이샤노돈
베이샤노돈(Beishanodon)은 트라이아스기 초기의 지금의 중국 지역에서 살았던 키노돈트 중 하나이며 현재 유일한 종은 베이샤노돈 영기(Beishanodon youngi)이다.